# Honour - Valour - Pride
Albums de Bolt Thrower
Mercenary
(1998) Those Once Loyal
(2005)
Honour - Valour - Pride est le septième album studio du groupe de Death metal anglais Bolt Thrower. L'album est sorti le 15 janvier 2002 sous le label Metal Blade Records.
L'édition Digipak de l'album inclut en plus le titre Covert Ascension.
Il s'agit du seul album de Bolt Thrower enregistré avec Dave Ingram au chant.

## Musiciens
- Dave Ingram - chant
- Gavin Ward - guitare
- Barry Thompson - guitare
- Jo Bench - basse
- Martin Kearns - batterie

## Liste des morceaux
1. Contact - Wait Out – 5:58
2. Inside The Wire – 4:23
3. Honour – 5:21
4. Suspect Hostile – 4:46
5. 7th Offensive – 6:25
6. Valour – 4:02
7. K-Machine – 4:35
8. A Hollow Truce – 3:19
9. Pride – 6:41
10. Covert Ascension – 4:49 (version Digipak uniquement)